# D’yer Mak’er
D’yer Mak’er /dʒəˈmeɪkə/ – utwór angielskiego zespołu rockowego Led Zeppelin z albumu Houses of the Holy z 1973 r.
D’yer Mak’er jest jednym z utworów, pod którymi podpisani są wszyscy czterej członkowie zespołu. Na okładce albumu można również przeczytać, że swój wkład w niego miał także zespół Rosie and the Originals – chodzi o podobieństwa pomiędzy D’yer Mak’er a jego utworem Angel Baby. 
Utwór miał naśladować rytmy reggae i dubu, które to gatunki przybyły z Jamajki na początku lat 70. Podobnie jak The Crunge, na początku nie był brany na poważnie, a wielu krytyków muzycznych nie zostawiło na nim suchej nitki. Basista zespołu również często wyrażał swój wstręt dla D’yer Mak’er. Jednak z czasem kawałek ten stał się swego rodzaju klasycznym utworem Zeppelinów – jako singel dotarł w grudniu 1973 r. do 20 miejsca na amerykańskiej liście przebojów, natomiast nigdy nie pojawił się na singlu w Wielkiej Brytanii.
Tytuł utworu pochodzi z żartu – gry słownej o „Jamajce” (ang: „My wife's on vacation in the West Indies.” „Jamaica?”( [dʒə ˈmeɪkə]  „No, she went of her own accord.” Gra słów polega na tym, że  „Jamaica?” [dʒə ˈmeɪkə] brzmi jak "Did you make her?") Słowa stanowiące tytuł nie pojawiają się nigdzie w tekście, a wybrane zostały z powodu jego reggae'owego brzmienia. Plant powtarzał, że to zabawne, że amerykańscy fani zespołu całkowicie ignorują apostrofy i wymawiają tytuł jako Dire Maker. 
D’yer Mak’er nigdy nie został zagrany w całości podczas koncertu; jego fragmenty pojawiały jedynie się w „mieszankach” w środku utworu Whole Lotta Love podczas amerykańskiej trasy koncertowej w 1975 r. na występach w Earl’s Court. 
Sheryl Crow nagrała cover tego utworu w 1995 r. Znalazł się on na albumie stanowiącym hołd dla Led Zeppelin o nazwie Encomium. Niektórzy wierzą, że utwór zespołu Franz Ferdinand pt. Take Me Out zawiera ten sam riff co D’yer Mak’er.
Określono go jako reprezentującego m.in. gatunki rock, Reggae, funk rock i pop reggae.